# Вирус иммунодефицита кошек
Вирус иммунодефици́та кошек (англ. Feline Immunodeficiency Virus) — это вирус, поражающий кошек и атакующий их иммунную систему. ВИК приводит к повышенной восприимчивости к инфекциям и другим заболеваниям, связанными с ослаблением иммунитета животных.

## Статистика
Кошки с вирусом иммунодефицита существуют во всем мире, но распространённость инфекции сильно различается. В Северной Америке примерно 2,5-5 % здоровых кошек инфицированы ВИК. Показатели значительно выше (15 процентов и более) у больных кошек или кошек с высоким риском заражения.

## Симптоматика
Поскольку вирус иммунодефицита кошек влияет на иммунную систему кошки, симптомы появляются только после того, как кошка заразится вторичной инфекцией. Ввиду ослабления иммунитета обычно безвредные бактерии, вирусы, простейшие и грибки, присутствующие в окружающей среде, потенциально могут спровоцировать развитие более тяжёлых заболеваний.
К симптомам относятся:
- слабость;
- жар;
- абсцессы;
- судороги;
- летаргия;
- увеличение лимфатических узлов;
- слюноотделение;
- потеря веса;
- снижение аппетита;
- диарея;
- выкидыши или мертворождаемость;
- конъюнктивит и увеит;
- изменения поведения;
- хронические или рецидивирующие инфекции (респираторные, кожные, мочевого пузыря, глаз);
- лимфома или лейкемия[2]

## Стадии заболевания
У кошек с вирусом иммунодефицита существует несколько различных стадий протекания заболевания.
Острая фаза
Возникает после первичного инфицирования. Некоторые кошки могут испытывать вялость, лихорадку или увеличение лимфатических узлов. Эта стадия может длиться от одного до трёх месяцев.
Скрытая инфекция
Латентный период инфекции протекает бессимптомно и может длиться от нескольких месяцев до нескольких лет. У многих кошек данная стадия не перетекает в другие.
Синдром приобретённого иммунодефицита кошек (кошачий СПИД)
При наступлении данной фазы кошка становится ослабленной и восприимчивой к вторичному заболеванию. Обычно это происходит спустя годы после первоначального заражения. Симптомы кошачьего СПИДа связаны с вторичными инфекциями.
Прогрессирующая фаза
Как только кошка достигает прогрессирующей фазы, прогноз составляет примерно два-три месяца. В это время часто наблюдаются тяжёлые инфекции, неврологические заболевания, онкологические заболевания, иммуноопосредованные заболевания и т. д.

## Способы передачи
Наиболее распространённый способ передачи вируса иммунодефицита среди кошек — через укусы.
Слюна ВИК-положительной кошки содержит вирус, поэтому он может передаться другой кошке через рану.
Чаще всего заражаются, как правило, агрессивные самцы на самовыгуле.
Другой путь передачи вируса иммунодефицита — от матери-кошки её котятам, хотя это менее распространённый способ. Заражение может произойти во время беременности, родов или грудного кормления.
Если мать заражается ВИК во время беременности, риск передачи инфекции котятам возрастает. Половой контакт не является средством распространения ВИК среди кошек.
Многие из котят могут избавиться от вируса в организме до того, как им исполнится шесть месяцев, при этом самостоятельно переборов его своей иммунной системой.

## Профилактика
Бдительность и тщательный мониторинг здоровья и поведения кошек, инфицированных ВИК, значительно важнее, чем для здоровых.
Существует вакцина, которая способная защитить от вируса иммунодефицита. Однако это не всегда эффективно. Эта вакцина доступна только в таких странах, как Австралия, Новая Зеландия и Япония. Вакцины ВИК позволяют вакцинированной кошке вырабатывать антитела против вируса.
Повсеместно доступными способами профилактики являются:
- содержание животного в помещении;
- стерилизация;
- содержание отдельно от ВИК-положительных кошек[2]

## Диагностика
В некоторых случаях используют тест полимеразной цепной реакции (ПЦР) для обнаружения коротких сегментов генетического материала вируса. Это тест на наличие самой вирусной ДНК, а не на обнаружение антител против вируса. Поскольку этот метод может давать относительно большое количество ложноположительных и ложноотрицательных результатов, он не является предпочтительным методом для скрининговых тестов, но в некоторых случаях может быть полезен в качестве подтверждающего теста.
Более действенным выявления вируса иммунодефицита у кошек является анализ крови на выявление антител. При проведении анализа на антитела к ВИК, вакцинация может привести к ложноположительным результатам.
Отрицательный тест на антитела указывает на то, что у кошки не вырабатываются антитела против вируса ВИК, и в подавляющем большинстве случаев указывает на то, что кошка не инфицирована. Есть два сценария, при которых у инфицированных кошек могут возникнуть отрицательные результаты. Организму требуется от 2 до 6 месяцев, чтобы выработать достаточное количество антител против ВИК, чтобы его можно было обнаружить, поэтому, если кошка была инфицирована совсем недавно, её тест на ВИК может быть отрицательным, даже если она действительно инфицирована. Если воздействие возможно, рекомендуется провести повторное тестирование кошек по крайней мере через 60 дней, чтобы получить более точный результат. В очень редких случаях у кошек на более поздних стадиях инфекции ВИК могут быть отрицательные результаты тестов на антитела к ВИК, потому что их иммунная система настолько ослаблена, что они больше не производят обнаруживаемые уровни антител.

## Методы лечения
Лекарства от вируса иммунодефицита у кошек не существует, но есть варианты лечения, которые могут помочь ВИК-позитивной кошке жить полноценной жизнью. Основой лечения ВИК у кошек является лечение и профилактика вторичных инфекций и заболеваний.
Следует избегать иммунодепрессантов и стероидов.
Некоторые противовирусные препараты помогают ВИК-положительным кошкам при судорогах или стоматите (воспалении в ротовой полости), но не было научно доказано, что они продлевают жизнь кошки, снижают частоту или тяжесть инфекции.
Помочь сохранить здоровье ВИК-положительной кошке можно взяв за правило выполнение таких действий:
- борьба с паразитами;
- полноценное и сбалансированное питание;
- посещение ветеринара не реже одного раза в полгода (или даже раз в три месяца) для плановых осмотров;
- регулярное проведение анализа крови

Из рациона необходимо исключить употребления сырых, необработанных продуктов и молочных продуктов, так как это повышает риск заражения бактериальными и паразитарными заболеваниями пищевого происхождения у животных с ослабленным иммунитетом.

## Летальность
Сам по себе вирус иммунодефицита обычно не приводит к смерти животного, но так как он вызывает повышенную восприимчивость к заболеваниям, а те, в свою очередь, могут быть смертельными, особенно в случаях, когда вирус прогрессировал до кошачьего СПИДа.
ВИК-положительные кошки, у которых заболевание становится клиническим, обычно погибают от вторичной инфекции, кошачей лейкемии или иммуно опосредованного заболевания.

## Влияние на здоровье человека
Хотя вирусу иммунодефицита кошек (ВИК) и подобен вирусу иммунодефицита человека (ВИЧ) и вызывает заболевание кошек, похожее на синдром приобретённого иммунодефицита (СПИД) у людей, это вирус с высокой видовой специфичностью, который поражает только кошек. В настоящее время нет доказательств того, что ВИК может инфицировать или вызывать заболевания у людей. В то же время узнав о диагнозе ВИК у своих домашних питомцев люди нередко стремятся от них избавиться.